# Памятник Пушкину (Кременчуг)
Памятник Александру Сергеевичу Пушкину — монумент, расположенный на бульваре имени Пушкина в Кременчуге (Полтавская область, Украина). Является памятником монументального искусства городского значения.

## История
Бульвар Александра Сергеевича Пушкина получил своё название в 1899 году, в честь 100-летия со дня рождения поэта. Памятник на бульваре был открыт 28 декабря 1985 года. Автором мраморного бюста поэта выступил скульптор Ястребов Игорь Павлович, уроженец Абхазии, выпускник Харьковской государственной академии дизайна и искусств.  Архитектором выступил Расстрыгин Л. Е.
Сам поэт бывал в Кременчуге дважды: в мае 1820 года по дороге в Екатеринослав (ныне Днепр) и в августе 1824 года по дороге из южной ссылки в Михайловское. Поэт останавливался в доме родителей своего друга по Царскосельскому лицею Антона Антоновича Дельвига. Дельвиг после окончания учёбы гостил летом в Кременчуге и в письмах приглашал Пушкина к себе погостить.

## Описание
Памятник выполнен из белого мрамора. Бюст поэта установлен на высоком постаменте. Общая высота памятника — 6,3 метра. На постаменте написано имя поэта на русском языке. 